# Кармел Бусуттіл
Кармел Бусуттіл (мальт. Carmel Busuttil; нар. 29 лютого 1964, Рабат) — мальтійський футболіст, що грав на позиції нападника. По завершенні ігрової кар'єри — тренер.
Вважається одним з найкращих мальтійських гравців усіх часів. Виступав за клуби «Рабат Аякс», «Генк» та «Сліма Вондерерс», а також національну збірну Мальти, за яку провів 113 ігор і на момент завершення кар'єри 2001 року був рекордсменом за кількістю ігор та голів за збірну. У 2004 році він був обраний Асоціацією футболу Мальти як найвидатніший гравець країни за останні 50 років, отримавши Ювілейну нагороду УЄФА.

## Клубна кар'єра

### «Рабат Аякс»
Бусуттіл народився в Рабаті на Мальті і почав грати у футбол з сусідськими дітьми поряд з будинком свого батька, а у віці десяти років потрапив в школу клубу «Рабат Аякс». Вже у віці 14 років Бусуттіл дебютував за команду у матчі проти клубу «Ашак» у третьому дивізіоні. В подальшому «Рабат Аякс» тричі поспіль підвищився у класі, повернувшись до найвищого рівня футболу Мальти на сезон 1982/83 років після 17-річної перерви. У свій перший сезон в еліті «Рабат Аякс» несподівано зайняв третє місце, а сам Бусуттіл був визнаний найкращим гравцем сезону у Прем'єр-лізі, що дозволило команді кваліфікуватись до Кубку УЄФА 1983/84. Завдяки цьому Кармел отримав можливість дебютувати у європейських змаганнях, зігравши 11 вересня 1983 року вдома проти чехословацького «Інтера» (Братислава), втім мальтійська команда розгромно поступилась 0:10. В гостьовому матчі-відповіді мальтійці з Бусуттілом виступили ненабагато краще, програвши 0:6.
У 1984 році клуб став віце-чемпіоном країни, а наступного сезону «Рабат Аякс» виграв титул чемпіона Прем'єр-ліги. У сезоні 1985/86 клуб досягнув свого найвищого результату в історії, вигравши «золотий дубль» та Суперкубок Мальти, а Бусуттіл вдруге поспіль виграв титул найкращого гравця Мальти. Втім наступний розіграш 1986/87 виявився для клубу вкрай невдалим — «Рабат Аякс» зайняв передостаннє сьоме місце і вилетів з вищого дивізіону, незважаючи на усі потуги Кармела, який з 10 голами став найкращим бомбардиром Прем'єр-ліги.

### «Вербанія»
Після вильоту «Рабата» Бусуттіл висловив зацікавленість покинути клуб і на запрошення італійського футболіста Адельмо Паріса, який раніше грав на Мальті за місцевий клуб «Зуррік», а зараз виступав за напівпрофесійний італійський клуб «Вербанія», перейшов в цей італійський клуб. Наприкінці серпня 1987 року було укладено договір про оренду на сезон, а додатковим пунктом додано, що після сезону, у випадку, якщо італійський клуб вищого рівня проявить інтерес до Бусуттіла, «Вербанія» буде діяти від імені «Рабата Аякс» і отримає 30 % від угоди. Граючи в Промоціоне, в той час п'ятому рівні італійського футболу, «Вербанія» у сезоні 1987/88 посіла друге місце в своїй групі, отримавши вихід до Інтеррегіонале (сьогоднішня Серія D), а сам Бусуттіл забив 8 голів у турнірі.

### «Генк»
Влітку 1988 року бельгійський «Генк» почав переговори з «Рабатом Аякс» про перехід гравця. «Рабат» не поспішав санкціонувати продаж через важливість Бусуттіла для команди та відсутності згоди на плату за переказ. У свою чергу Кармел через свою позицію щодо уходу з клубу не грав за команду протягом трьох місяців. В кінцевому рахунку, президент Мальтійської футбольної асоціації і майбутній президент Мальти Джордж Абела виступив від імені «Рабата Аякса» і у вересні 1988 року було досягнуто домовленості про перехід футболіста. Сума трансферу склала 45 тис. мальтійських лір (€ 104 821), і він приєднався до клубу після 15-денного терміну перегляду.
Перший сезон Бусуттіла у «Генку» також був першим і для клубу, який тільки цього ж року був значно переформатований після злиття з іншим генкським клубом «Ватершей Тор». Ця ситуація призвела до суперечок між історичними суперниками, а тепер гравцями одного клубу, в результаті чого «Генк» завершив сезон останнім з лише двома перемогами у 34 матчах. Втім для Кармела цей сезон став важливим, оскільки він став першим в історії мальтійцем, що зіграв у іноземному вищому дивізіоні, а 2 жовтня 1988 року Бусуттіл забив перший з трьох своїх голів за сезон, у грі проти «Беєрсхота» (2:2).
У наступному сезоні клуб посів четверте місце у Другому дивізіоні, таким чином, отримавши право зіграти у плей-оф за право виходу у вищий дивізіон. У вирішальному матчі проти клубу «Зварте Леув», який відбувся 31 травня 1990 року, Бусуттіл забив двічі, а «Генк» виграв 7:2. Завдяки цьому генкці зуміли повернутись у вищий дивізіон з першої спроби, а Кармел закінчив сезон найкращим бомбардиром клубу з 17 голами у всіх змаганнях, у тому числі 14 в чемпіонаті.
Повернувшись до вищого дивізіону, Бусуттіл зміцнив своє місце в першій команді і продовжив свій контракт з клубом, незважаючи на інтерес з боку бельгійських, турецьких та угорських клубів. Наступні чотири роки він був капітаном клубу. Незважаючи на те, що команда була одним з кандидатів на виліт переважну більшість сезону 1990/91 років, «Генк» закінчив сезон на 14-му місці, а Бусуттіл забив п'ять м'ячів, включаючи гол у грі проти майбутніх чемпіонів «Андерлехта» (1:1) 13 квітня 1991 року. У наступні два сезони Кармел був найкращим бомбардиром команди, забивши по 10 голів, що допомагали «Генку» зберігати місце в еліті. Його останній сезон 1993/94 з бельгійським клубом закінчився зменшенням результативності клубу — він забив 6 голів, що призвело до погіршення результатів і зміни трьох головних тренерів по ходу сезону, які не врятували команду від останнього місця та вильоту з вищого дивізіону. Після цього Бусуттіл вирішив покинути клуб, в якому провів шість сезонів, забивши 57 голів у 183 іграх. За цей час мальтієць став одним з найпопулярніших гравців клубу.

### «Сліма Вондерерс»
Бусуттіл повернувся до Мальти, а влітку 1994 року підписав контракт з клубом «Сліма Вондерерс» за суму 40 000 мальтійських лір (€ 93 175). У перший сезон він забив сім голів і допоміг «Слімі» стати віце-чемпіоном країни, а вже у наступному сезоні, забивши знову сім голів, Бусуттіл привів команду до чемпіонства, 23-го в їх історії. Хоча це був його єдиний титул чемпіона зі «Слімою», його внесок в подальшому залишався важливим для клубу, забивши 35 голів у 67 матчах у чемпіонаті за наступні три сезони, а також недовго був граючим тренером команди.
У сезоні 1999/00 Бусуттіл виграв з командою Кубок і Суперкубок Мальти. У наступному сезоні Кармел забив свій перший гол у єврокубках, відзначившись переможним м'ячем у воротах белградського «Партизана» (2:1) у першому етапі кваліфікаційного раунду Кубку УЄФА 2000/01.
Його остання гра в чемпіонаті відбулась 18 серпня 2001 року в матчі проти «Марси» (4:1) в першій грі сезону 2001/02. Під час цієї гри він забив гол, але згодом отримав вилучення і дискваліфікацію на один матч. Останній офіційний матч Бусуттіла відбувся наступного тижня у кваліфікаційному матчі Кубку УЄФА проти словацького «Матадора» (2:1), забивши один з голів у матчі.

## Виступи за збірну
5 червня 1982 року дебютував в офіційних іграх у складі національної збірної Мальти в матчі відбору на чемпіонат Європи 1984 року проти Ісландії (2:1). У п'ятій грі за збірну Бусуттіл вперше забив за збірну, відзначившись дублем в товариській грі проти Іспанії (2:3), яка відбулась 15 травня 1983 року.
15 грудня 1984 року Мальта приймала Західну Німеччину у відборі на чемпіона світу 1986 року. За рекордної присутності 35 тис. вболівальників на «Національному стадіоні», Бусуттіл на десятій хвилині забив гол ударом в нижній лівий кут, завдяки чому Мальта понад пів години вела в рахунку проти німців, хоча в кінцевому рахунку програла 2:3.
Під час кваліфікації до чемпіонату світу 1990 року Мальта потрапила в групу до Угорщини. Обидві гри закінчились внічию — домашньому для мальтійців матчі 11 грудня 1988 року команди зіграли 2:2, а у другій грі 12 квітня 1989 року розійшлись миром 1:1. При цьому усі три голи мальтійців у цих іграх забив саме Бусуттіл.
17 лютого 1993 року Бусуттіл вперше вивів команду на поле з капітанською пов'язкою у матчі проти Шотландії (0:3), зігравши в подальшому у цьому статусі загалом 36 ігор у своїй міжнародній кар'єрі.
Свій сотий матч за збірну провів 6 лютого 2000 року в грі проти Азербайджану (3:0), ставши першим гравцем своєї збірної, який досягнув цієї цифри. Останню гру за збірну Мальти зіграв 25 квітня 2001 року в матчі проти Ісландії (1:4), провівши загалом 113 ігор та забивши 23 голи. Обидві цифри на той момент були рекордними для збірної, втім згодом були побиті. Його рекорд по кількості ігор було побито 12 лютого 2004 року, коли 114-ту гру за збірну провів Девід Каработт і наразі за цим показником Бусуттіл займає четверте місце. А результат у 23 голи було перевершено 3 березня 2010 року, коли Міхаель Міфсуд забив 24-й гол у матчі проти Фінляндії (1:2).

## Кар'єра тренера
Після виходу на пенсію, у вересні 2001 року Бусуттіл відкрив футбольну школу, спрямовану на надання футбольних тренерських програм. Він також почав грати у футзал, виступаючи за команду «Коніка Мінолта Ганнерс», до складу якої увійшов ряд колишніх гравців з Мальти, таких як Джон Буттіджич, Сільвіо Велла, Рей Фарруджа та Мартін Грегорі. Також Бусуттіл взяв участь у футбольному турнірі 5 на 5, який відбувся у жовтні 2002 року на Лондонській арені, представляючи команду Південної Європи, яка і стала переможцем турніру, а Бусуттіл став найкращим бомбардиром і гравцем турніру.
21 жовтня 2003 року Мальтійська футбольна асоціація оголосила про призначення Горста Гезе новим головним тренером національної збірної Мальти, а Бусуттіл зайняв посаду його помічника. Гезе вже керував цією збірною у 1988—1991 роках, де тоді грав Бусуттіл, і саме німець був важливою фігурою, який допоміг відбутись переходу гравця до «Генка». Наприкінці 2005 року Гезе повідомив про свої наміри не продовжувати свій контракт, і федерація розпочала переговори з Кармелом, щоб він очолив збірну. Втім Бусуттіл відхилив пропозицію асоціації і тренером було призначено чеха Душана Фітцеля.
17 листопада 2005 року Бусуттіл був представлений новим головним тренером клубу третього дивізіону «Санта-Люсія», підписавши контракт на сезон. Його перша гра у статусі головного тренера закінчилась перемогою 2:1 над «Сіггіеві». В підсумку «Санта-Люсія» закінчила сезон на п'ятій позиції в лізі, яка була недостатньою для виходу до другого дивізіону.
У листопаді 2006 року «П'єта Готспурс» оголосив Бусуттіла своїм новим тренером. У той час клуб був внизу таблиці Прем'єр-ліги лише з двома очками після восьми ігор. Бусуттіл почав повільно відновлювати форму команди, і до кінця сезону вони піднялись на восьме місце з десяти, врятувавшись від вильоту. Втім вже в наступному сезоні 2007/08 клуб зайняв дев'яте місце і таки вилетів з вищого дивізіону після 12-річного перебування у Прем'єр-лізі, після чого Кармел покинув посаду.
У липні 2009 року Душан Фітцель відмовився від тренерської посади у збірній Мальти через проблеми зі здоров'ям, і його замінив Джон Буттіджич, а Бусуттіл повернувся на посаду асистента, і обидва вони підписали п'ятирічний контракт 1 серпня. Втім вже через два роки, в яких збірна здобула лише дві перемоги за 21 гру, вони обидва були звільнені від своїх обов'язків.
Маючи Ліцензію А УЄФА, 6 липня 2011 року він отримав вищу Ліцензію Про УЄФА у Коверчано.
У період з серпня 2012 року по червень 2018 року Бусуттіл входив до складу тренерського штабу клубу «Меліта», допомагаючи як старшій команді, що грала в Прем'єр-лізі, так і очолював молодіжну академію.

## Статистика

### Клубна
| Клуб              | Сезон     | Чемпіонат       | Чемпіонат | Чемпіонат | Кубок | Кубок | Єврокубки | Єврокубки | Всього | Всього |
| Клуб              | Сезон     | Дивізіон        | Ігор      | Голів     | Ігор  | Голів | Ігор      | Голів     | Ігор   | Голів  |
| ----------------- | --------- | --------------- | --------- | --------- | ----- | ----- | --------- | --------- | ------ | ------ |
| «Рабат Аякс»      | 1979–80   | Третій дивізіон | 14        | 2         | —     | —     | —         | —         | 14     | 2      |
| «Рабат Аякс»      | 1980–81   | Другий дивізіон | 13        | 7         | —     | —     | —         | —         | 13     | 7      |
| «Рабат Аякс»      | 1981–82   | Перший дивізіон | 14        | 9         | —     | —     | —         | —         | 14     | 9      |
| «Рабат Аякс»      | 1982–83   | Прем'єр-ліга    | 14        | 4         | —     | —     | —         | —         | 14     | 4      |
| «Рабат Аякс»      | 1983–84   | Прем'єр-ліга    | 13        | 4         | —     | —     | 1         | 0         | 14     | 4      |
| «Рабат Аякс»      | 1984–85   | Прем'єр-ліга    | 12        | 5         | —     | —     | 2         | 0         | 14     | 5      |
| «Рабат Аякс»      | 1985–86   | Прем'єр-ліга    | 14        | 6         | —     | —     | 2         | 0         | 16     | 6      |
| «Рабат Аякс»      | 1986–87   | Прем'єр-ліга    | 12        | 10        | —     | —     | 2         | 0         | 14     | 10     |
| «Рабат Аякс»      | Всього    | Всього          | 106       | 47        | —     | —     | 7         | 0         | 113    | 47     |
| «Вербанія»        | 1987–88   | Промоціоне      | 20        | 8         | —     | —     | —         | —         | 20     | 8      |
| «Вербанія»        | Всього    | Всього          | 20        | 8         | —     | —     | —         | —         | 20     | 8      |
| «Генк»            | 1988–89   | Ліга Жупіле     | 22        | 3         | —     | —     | —         | —         | 22     | 3      |
| «Генк»            | 1989–90   | Другий дивізіон | 29        | 11        | —     | —     | —         | —         | 29     | 11     |
| «Генк»            | 1990–91   | Ліга Жупіле     | 28        | 5         | —     | —     | —         | —         | 28     | 5      |
| «Генк»            | 1991–92   | Ліга Жупіле     | 33        | 10        | —     | —     | —         | —         | 33     | 10     |
| «Генк»            | 1992–93   | Ліга Жупіле     | 27        | 10        | —     | —     | —         | —         | 27     | 10     |
| «Генк»            | 1993–94   | Ліга Жупіле     | 27        | 6         | —     | —     | —         | —         | 27     | 6      |
| «Генк»            | Всього    | Всього          | 166       | 45        | —     | —     | —         | —         | 166    | 45     |
| «Сліма Вондерерс» | 1994–95   | Прем'єр-ліга    | 17        | 7         | —     | —     | —         | —         | 17     | 7      |
| «Сліма Вондерерс» | 1995–96   | Прем'єр-ліга    | 14        | 7         | —     | —     | 2         | 0         | 14     | 7      |
| «Сліма Вондерерс» | 1996–97   | Прем'єр-ліга    | 22        | 11        | —     | —     | 4         | 0         | 26     | 11     |
| «Сліма Вондерерс» | 1997–98   | Прем'єр-ліга    | 23        | 13        | —     | —     | —         | —         | 23     | 13     |
| «Сліма Вондерерс» | 1998–99   | Прем'єр-ліга    | 22        | 11        | —     | —     | —         | —         | 22     | 11     |
| «Сліма Вондерерс» | 1999–2000 | Прем'єр-ліга    | 22        | 7         | —     | —     | 2         | 0         | 24     | 7      |
| «Сліма Вондерерс» | 2000–01   | Прем'єр-ліга    | 22        | 7         | —     | —     | 2         | 1         | 24     | 8      |
| «Сліма Вондерерс» | 2001–02   | Прем'єр-ліга    | 1         | 1         | —     | —     | 2         | 1         | 3      | 2      |
| «Сліма Вондерерс» | Всього    | Всього          | 143       | 64        | —     | —     | 12        | 2         | 153    | 66     |
| Загалом           | Загалом   | Загалом         | 435       | 164       | —     | —     | 19        | 2         | 452    | 166    |

1. ↑  Немає офіційних статистичних результатів у кубкових змаганнях

### Збірна
| Збірна | Рік   | Ігор | Голів |
| ------ | ----- | ---- | ----- |
| Мальта | 1982  | 3    | 0     |
| Мальта | 1983  | 5    | 2     |
| Мальта | 1984  | 2    | 1     |
| Мальта | 1985  | 6    | 0     |
| Мальта | 1986  | 1    | 0     |
| Мальта | 1987  | 8    | 3     |
| Мальта | 1988  | 9    | 9     |
| Мальта | 1989  | 9    | 1     |
| Мальта | 1990  | 3    | 0     |
| Мальта | 1991  | 5    | 0     |
| Мальта | 1992  | 5    | 0     |
| Мальта | 1993  | 7    | 2     |
| Мальта | 1994  | 9    | 2     |
| Мальта | 1995  | 8    | 0     |
| Мальта | 1996  | 1    | 0     |
| Мальта | 1997  | 1    | 0     |
| Мальта | 1998  | 8    | 1     |
| Мальта | 1999  | 8    | 1     |
| Мальта | 2000  | 13   | 1     |
| Мальта | 2001  | 2    | 0     |
| Total  | Total | 113  | 23    |

1. 1 2  Включаючи матчі проти молодіжної збірної Італії U-21 (5 грудня 1984) and другої збірної Англії (14 жовтня 1987), в яких брала участь національна збірна Мальти.[58]

### Голи за збірну
| Гол | Дата              | Місце                                          | Суперник             | Рахунок | Результат | Турнір                               |
| --- | ----------------- | ---------------------------------------------- | -------------------- | ------- | --------- | ------------------------------------ |
| 1   | 15 травня 1983    | Національний стадіон (Мальта), Та-Калі, Мальта | Іспанія              | 1–1     | 2–3       | Кваліфікація на Євро-1984            |
| 2   | 15 травня 1983    | Національний стадіон (Мальта), Та-Калі, Мальта | Іспанія              | 2–1     | 2–3       | Кваліфікація на Євро-1984            |
| 3   | 16 грудня 1984    | Національний стадіон (Мальта), Та-Калі, Мальта | ФРН                  | 1–0     | 2–3       | Кваліфікація на ЧС-1986              |
| 4   | 29 березня 1987   | Ештадіу ду Марітіму, Фуншал, Португалія        | Португалія           | 1–2     | 2–2       | Кваліфікація на Євро-1988            |
| 5   | 15 квітня 1987    | Стад де ля Маладьєр, Невшатель, Швейцарія      | Швейцарія            | 1–3     | 1–4       | Кваліфікація на Євро-1988            |
| 6   | 15 листопада 1987 | Національний стадіон (Мальта), Та-Калі, Мальта | Швейцарія            | 1–1     | 1–1       | Кваліфікація на Євро-1988            |
| 7   | 7 лютого 1988     | Національний стадіон (Мальта), Та-Калі, Мальта | Фінляндія            | 1–0     | 2–0       | Міжнародний футбольний турнір Мальти |
| 8   | 7 лютого 1988     | Національний стадіон (Мальта), Та-Калі, Мальта | Фінляндія            | 2–0     | 2–0       | Міжнародний футбольний турнір Мальти |
| 9   | 10 лютого 1988    | Національний стадіон (Мальта), Та-Калі, Мальта | Туніс                | 2–1     | 2–1       | Міжнародний футбольний турнір Мальти |
| 10  | 22 березня 1988   | Національний стадіон (Мальта), Та-Калі, Мальта | Шотландія            | 1–1     | 1–1       | Товариський матч                     |
| 11  | 1 червня 1988     | Національний стадіон (Мальта), Та-Калі, Мальта | Уельс                | 1–1     | 2–3       | Товариський матч                     |
| 12  | 1 червня 1988     | Національний стадіон (Мальта), Та-Калі, Мальта | Уельс                | 2–1     | 2–3       | Товариський матч                     |
| 13  | 12 жовтня 1988    | Ціріон Атлетік Центр, Лімассол, Кіпр           | Кіпр                 | 1–0     | 1–0       | Товариський матч                     |
| 14  | 11 грудня 1988    | Національний стадіон (Мальта), Та-Калі, Мальта | Угорщина             | 1–1     | 2–2       | Кваліфікація на ЧС-1990              |
| 15  | 11 грудня 1988    | Національний стадіон (Мальта), Та-Калі, Мальта | Угорщина             | 2–2     | 2–2       | Кваліфікація на ЧС-1990              |
| 16  | 12 квітня 1989    | Непштадіон, Будапешт, Угорщина                 | Угорщина             | 1–0     | 1–1       | Кваліфікація на ЧС-1990              |
| 17  | 24 березня 1993   | Стадіо Ренцо Барбера, Палермо, Італія          | Італія               | 1–4     | 1–6       | Кваліфікація на ЧС-1994              |
| 18  | 7 листопада 1993  | Стад ель-Менза, Туніс, Туніс                   | Габон                | 2–0     | 2–1       | Кубок 7 листопада 1993               |
| 19  | 16 лютого 1994    | Національний стадіон (Мальта), Та-Калі, Мальта | Бельгія              | 1–0     | 1–0       | Товариський матч                     |
| 20  | 19 квітня 1994    | Національний стадіон (Мальта), Та-Калі, Мальта | Азербайджан          | 3–0     | 5–0       | Товариський матч                     |
| 21  | 8 лютого 1998     | Національний стадіон (Мальта), Та-Калі, Мальта | Латвія               | 1–0     | 2–1       | Міжнародний футбольний турнір Мальти |
| 22  | 27 січня 1999     | Національний стадіон (Мальта), Та-Калі, Мальта | Боснія і Герцеговина | 2–1     | 2–1       | Товариський матч                     |
| 23  | 20 січня 2000     | Національний стадіон (Мальта), Та-Калі, Мальта | Катар                | 2–0     | 2–0       | Товариський матч                     |

## Особисте життя
Кармел одружений з дівчиною Джулі, з якою познайомився коли грав за «Рабат Аякс». У них є двоє дітей: Келлі і Гарі, при цьому останній названий на честь англійського форварда Гері Лінекера.

## Титули і досягнення
- Чемпіон Мальти (3): 1984/85, 1985/86, 1995/96
- Володар Кубка Мальти (2): 1984/85, 1999/00
- Володар Суперкубка Мальти (4): 1985, 1986, 1996, 2000

### Індивідуальні
- Футболіст року на Мальті[en]: 1983, 1986[61][62]
- Гравець місяця мальтійської Прем'єр-ліги: жовтень 1985, березень 1995, лютий 1997, жовтень 1997, серпень 1998[63]
- Отримав Ювілейну нагороду УЄФА як найкращий гравець в історії Мальти останніх 50-ти років: 2004[5]
- Включений до Зали слави Олімпійського комітету Мальти[64]
- Медаль за заслуги перед Республікою: 2000[65][66]